# Karopibrilvogel
De karopibrilvogel (Tephrozosterops stalkeri) is een zangvogel uit de familie Zosteropidae (brilvogels). Deze vogel is genoemd naar de Australische verzamelaar Wilfred Stalker (1879-1910).

## Verspreiding en leefgebied
Deze soort is endemisch in de bergen van het Indonesische eiland Seram in de Molukken.

## Status
De grootte van de populatie is niet gekwantificeerd maar de soort wordt omschreven als vrij algemeen. Op de Rode lijst van de IUCN heeft deze soort de status niet bedreigd.